# 大切爾尼亞夫卡
49°58′40″N 29°35′15″E / 49.97778°N 29.58750°E
大切爾尼亞夫卡（烏克蘭語：Велика Чернявка）是烏克蘭北部的村莊，隸屬日托米爾州的日托米爾區。該村始建於1620年，面積1.78平方公里，海拔高度185米，2001年人口305。